# Lago Junín
El lago Junín o Chinchaycocha (del quechua: Chinchay qućha ‘lago del gato andino o lago del norte’) se encuentra en un altiplano en la provincia de Junín, departamento de Junín en el Perú. Es el lago más alto del mundo, está a una altura de 4080 msnm y da origen al río Mantaro que irriga el valle homónimo, considerado el más ancho de los andes centrales peruanos.
Es el segundo lago más extenso del país detrás del lago Titicaca, y acoge entre sus pantanos, totorales e islotes miles de especies de aves acuáticas, ranas, cuyes silvestres, zorros y vizcachas que se adaptaron al clima gélido de la puna. Asimismo, en esta zona se encuentran los factores apropiados para el cultivo de la maca. Esta riqueza de flora y fauna ha dado razón a que el Gobierno peruano lo declare como Reserva Nacional.

## Toponimia
El nombre del lago se debe a la localidad donde su ubica, cerca de la ciudad de Junín y de la Pampa de Junín donde el libertador Simón Bolívar logró una importante victoria sobre las tropas españolas en su lucha por la independencia sudamericana.  Durante la época colonial, esta lago se llamaba Los Reyes, al igual que la capital del virreinato. Este fue el primer nombre español que se dio al lago. 
Luego del cambio de nombre de Los Reyes a Junín, el lago tomó su nuevo nombre, el cual conserva hasta la actualidad.

## Temperatura
Debido a la altura en que se encuentra, la temperatura de las aguas del lago son más bien bajas. Tiene una media de 12 °C aunque las variaciones pueden hacer que ésta llegue incluso a 25 °C en días de luz solar.